# Чанчарит
Чанчариты — это целое семейство вулканогенных калиевых щелочных горных пород, отличающееся повышенным содержанием оксида калия (до 8 %) и редкой ассоциацией калиевого полевого шпата, биотита и клинопироксена в качестве породообразующих минералов. Чанчариты встречаются в виде изверженных (эффузивных) пород — подушечные лавы, пород, слагающих субвулканические тела (штоки и дайки), а также в виде интрузивных магматических тел. 

## История
Обнаружен впервые в 1968 году Виктором Григорьевичем Кориневским, а в 1981 году термин «чанчарит» появился в очередном издании «Петрографического словаря».
Название происходит от реки Чанчар (Южный Урал), в бассейне которой были обнаружены чанчариты.